# Pelodytoidea
Die Pelodytoidea sind eine recht urtümliche Überfamilie der Froschlurche (Anura), deren Vertreter vielfach eine krötenähnliche Gestalt, dafür aber ein froschähnliches, mehr oder weniger spitzes Gesichtsfeld besitzen. Diese Merkmale teilen sie sich mit den Arten der Überfamilie der Krötenfrösche, zu der sie früher auch gerechnet wurden.

## Verbreitung
Die Überfamilie Pelodytoidea, besteht aus zwei Familien, den Amerikanischen Schaufelfußkröten und den Schlammtauchern, mit insgesamt zehn Arten in drei Gattungen. Diese kommen einerseits in Nordamerika, andererseits in Teilen Europas (Iberische Halbinsel und Frankreich) sowie im Kaukasus vor.

## Merkmale
Auffällig ist unter anderem die bei Tageslicht senkrecht geschlitzte Pupille. Die Zunge ist dick, kreisförmig und fast ganzflächig mit dem Mundboden verwachsen. Die plumpe Gestalt der Amerikanischen Schaufelfußkröten mit einer kurzen, nach vorne stark abfallenden Schnauze ähnelt sehr den europäischen Knoblauchkröten oder dem Messerfuß, die jedoch zur Überfamilie der Krötenfrösche gehören. Die kaukasischen Schlammtaucher sind schlanker. Ebenso wie die Europäischen Schaufelfußkröten besitzen die Amerikanischen Schaufelfüße die namensgebenden „Grabeschaufeln“ auf der Unterseite der Hinterfüße – verhärtete, scharfkantige Horngebilde, mit denen sich die Tiere sehr rasch rückwärts in den Boden eingraben können. Die Haut der erwachsenen Lurche, die etwa sechs bis neun Zentimeter groß werden, ist größtenteils glatt und feucht, aber mit großen drüsigen Warzen besetzt, welche ein teilweise streng nach Moder riechendes Sekret absondern. Bei der Paarung wird das Weibchen vom Männchen in der Lendengegend, also unmittelbar vor den Hinterbeinen umklammert (inguinaler Amplexus).

## Taxonomie und Systematik
Phylogenetisch sind die Pelodytoidea zwischen den Unken und Scheibenzünglern einerseits (d. h. Archaeobatrachia) und den „Höheren Froschlurchen“ (d. h. Neobatrachia wie: Echte Kröten, Laubfrösche, Echte Frösche) andererseits einzuordnen und werden daher – unter anderem nach Merkmalen des Knochenbaus – in die Unterordnung Mesobatrachia gestellt.
Das Schwestertaxon der Überfamilie Pelodytoidea sind die Krötenfrösche (Pelobatoidea) mit etwas mehr als 140 Arten in 12 Gattungen und zwei Familien. Ihre Verbreitung erstreckt sich über Europa, Nordwestafrika und Vorderasien (Familie Pelobatidae) sowie Südostasien (Familie Megophryidae).

### Gattungen und Arten
Die Überfamilie Pelodytoidea besteht aus den Amerikanischen Schaufelfußkröten (Scaphiopodidae) mit zwei Gattungen und den Schlammtauchern (Pelodytidae) mit nur einer Gattung.
- Familie Scaphiopodidae Cope, 1865 (Amerikanische Schaufelfußkröten)
  - Gattung Scaphiopus Holbrook, 1836 
    - Art Scaphiopus couchii Baird, 1854 – Südlicher Schaufelfuß
    - Art Scaphiopus holbrookii (Harlan, 1835) – Östlicher Schaufelfuß
    - Art Scaphiopus hurterii Strecker, 1910 Hurters Schaufelfuß

  - Gattung Spea Cope, 1866
    - Art Spea bombifrons (Cope, 1863) – Flachlandschaufelfuß
    - Art Spea hammondii (Baird, 1859) – Westlicher Schaufelfuß
    - Art Spea intermontana (Cope, 1883) – New-Mexico-Schaufelfuß
    - Art Spea multiplicata (Cope, 1863) – Gebirgsschaufelfuß

- Familie Pelodytidae Bonaparte, 1850 (Schlammtaucher)
  - einzige Gattung Pelodytes Bonaparte, 1838 – Schlammtaucher
    - Art Pelodytes ibericus Sánchez-Herraíz, Barbadillo-Escrivá, Machordom & Sanchíz, 2000 – Iberischer Schlammtaucher
    - Art Pelodytes punctatus (Daudin, 1802) – Westlicher Schlammtaucher
    - Art Pelodytes caucasicus Boulenger, 1896 – Kaukasischer Schlammtaucher